# Lengüeta (arquitectura)
En arquitectura, se llama lengüeta a un tabiquillo de ladrillo que sirve para varios usos. 
Se distinguen los siguientes tipos de lengüetas: 
- Lengüeta de bóveda. Se llama así a cada uno de los tabiques que se construyen en las embecaduras de la bóveda para fortificarla enlazándola con muros.
- Lengüeta de chimenea. Se llama lengüeta al tabiquillo que separa uno de otros cañones de las chimeneas que forman un solo tronco. También se llama así a cada uno de los tabiques de madera que forman el cañón de una chimenea distinguiéndose:
  - Lengüetas costeras. Las que se encuentran a los lados.
  - Lengüeta delantera. La que se encuentra al frente.
  - Lengüeta de traviesa. La que separa un cañón de otro.
- Lengüeta de madero. Especie de espiga continua a lo largo de una tabla o tablón, del tercio de su grueso para encajarla en una ranura.